# Strange Weather
Strange Weather – studyjny album brytyjskiej wokalistki Marianne Faithfull. Wydawnictwo zrealizowano we współpracy z gitarzystą jazzowym Billem Frisellem, basistą Fernandem Saundersem, skrzypkiem Michaelem Levine’em, pianistką Sharon Freeman, perkusistą J.T. Lewisem, flecistą Chrisem Hunterem (ponadto saksofon altowy), gitarzystą Robertem Quine’em, akordeonistami Garthem Hudsonem i Williamem Schimmelem, trębaczem Lwem Soloffem, 10 osobową sekcją smyczkową oraz 11 osobową sekcją dętą.

## Lista utworów
Źródło.
1. Stranger Intro – 0:30
2. The Boulevard of Broken Dreams – 3:04
3. I Ain’t Goin’ Down to the Well No More – 1:08
4. Yesterdays – 5:18
5. Sign of Judgement – 2:53
6. Strange Weather – 4:13
7. Love, Life and Money – 4:06
8. I’ll Keep It With Mine – 3:46
9. Hello Stranger – 2:30
10. Penthouse Serenade – 2:34
11. As Tears Go By – 3:43
12. A Stranger on Earth – 3:56